# Sicario 77, vivo o morto
Sicario 77, vivo o morto è un film thriller del 1966 diretto da Mino Guerrini.

## Trama
Un dollaro statunitense riporta una scritta visibile solo grazie all'ausilio di strumenti speciali. L'interesse per questa informazione coinvolge dapprima il controspionaggio americano e successivamente quello britannico, col coinvolgimento dell'agente speciale Lester.